# A las doce
A las doce es el tercer álbum de estudio del grupo español, La Fuga.

## Lista de canciones
1. Pa volar - 3:50
2. Majareta - 4:00
3. Conversación, habitación - 3:30
4. Despacito - 3:16
5. Cinco minutos - 2:57
6. Madrid - 3:51
7. P'aquí, p'alla - 2:50
8. Mundo enfermo - 3:52
9. Balada del despertador - 3:24
10. Vientos del Sur - 3:46
11. A deshora - 3:45
12. Versos para ti - 3:11

- Datos: Q5390671